# Miory
Miory (biał. Мёры, Miory) – miasto na Białorusi, centrum administracyjne rejonu miorskiego obwodu witebskiego, 210 km od Witebska, 8,1 tys. mieszkańców (2010).
Prywatne miasto szlacheckie położone było w końcu XVIII wieku w powiecie brasławskim województwa wileńskiego.
W miejscowości znajduje się stacja kolejowa Miory.

## Historia
Miory to dawny ośrodek dóbr Ryłłów. W roku 1640 kupione zostały przez sędziego brasławskiego Sebastiana Światopełka Mirskiego. Światopełk Mirski w 1641 zbudował drewniany kościół katolicki. W wyniku II rozbioru Polski miejscowość została przyłączona do Rosji w składzie powiatu dziśnieńskiego guberni mińskiej (od 1842 roku w guberni wileńskiej). W XIX w. dobra podzielone zostały między Doboszyńskich, Puciatów, Reuttów i Klottów. Część Mirskich pozostawała w ich rękach do 1939 r. W okresie II Rzeczypospolitej Polskiej miejscowość była siedzibą gminy.
Podczas okupacji hitlerowskiej, w lipcu 1941 roku Niemcy utworzyli getto dla żydowskich mieszkańców. Przebywało w nim około 1000 osób. 2 czerwca 1942 roku Niemcy zlikwidowali getto, a Żydów zamordowano w lesie Krukówka. Sprawcami zbrodni byli żołnierze z SD pod dowództwem Heinza Tangermanna. Z getta udało się uciec ogółem ok. 250 osobom. 
Miasto jest stolicą rejonu miorskiego, do 1954 należało do obwodu połockiego, w latach 1954–1960 do obw. mołodeczańskiego, a od 1960 do obw. witebskiego. W 1972 roku Miory otrzymały prawa miejskie.

## Demografia
Według Powszechnego Spisu Ludności z 1921 roku zamieszkiwały tu 422 osoby, 46 było wyznania rzymskokatolickiego, 5 prawosławnego a 371 mojżeszowego. Jednocześnie 47 mieszkańców zadeklarowało polską, 371 żydowską a 4 inną przynależność narodową. Było tu 70 budynków mieszkalnych. W 1931 w 144 domach zamieszkiwało 730 osób.

## Religia

### Cerkiew prawosławna
Miasto jest siedzibą dekanatu miorskiego (w eparchii połockiej i głębockiej) oraz należącej do niego parafii pw. Położenia Ryzy Matki Bożej. Cerkiew parafialną zbudowano w 1991 r.

### Kościół rzymskokatolicki

#### Parafia
W latach 1905–1907 wybudowano nowy kościół Wniebowzięcia NMP z inicjatywy ks. Józefa Borodzicza. Kościół wybudowano z czerwonej cegły w stylu neogotyckim.
Od 1937 roku proboszczem w Miorach był ks. Franciszek Kuksewicz. 22 czerwca 1941 roku po aresztowaniu przez NKWD, został przewieziony do Berezwecza. Pod koniec czerwca 1941 został rozstrzelany za Dźwiną, w czasie ewakuacji więźniów z Berezwecza.
Kościół w Miorach od 1956 roku jest nieprzerwanie czynny.

## Herb
Herb Mior został ustanowiony 20 stycznia 2006 roku rozporządzeniem prezydenta Białorusi nr 36.

## Urodzeni w Miorach
- Ambroży (Fiedukowicz) – biskup Rosyjskiego Kościoła Prawosławnego, działający na Litwie[8]

## Galeria

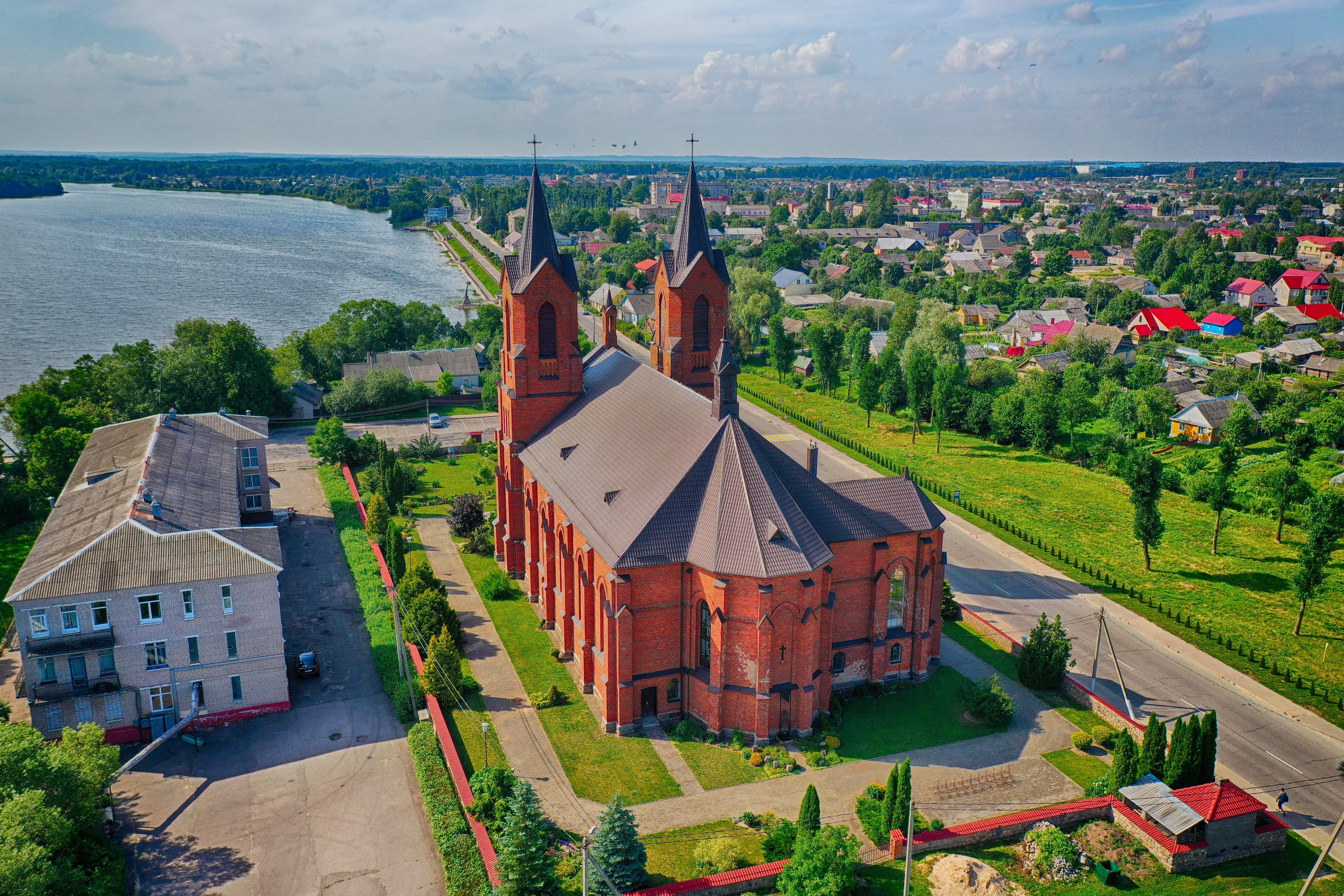
Jezioro Miorskie i kościół katolicki
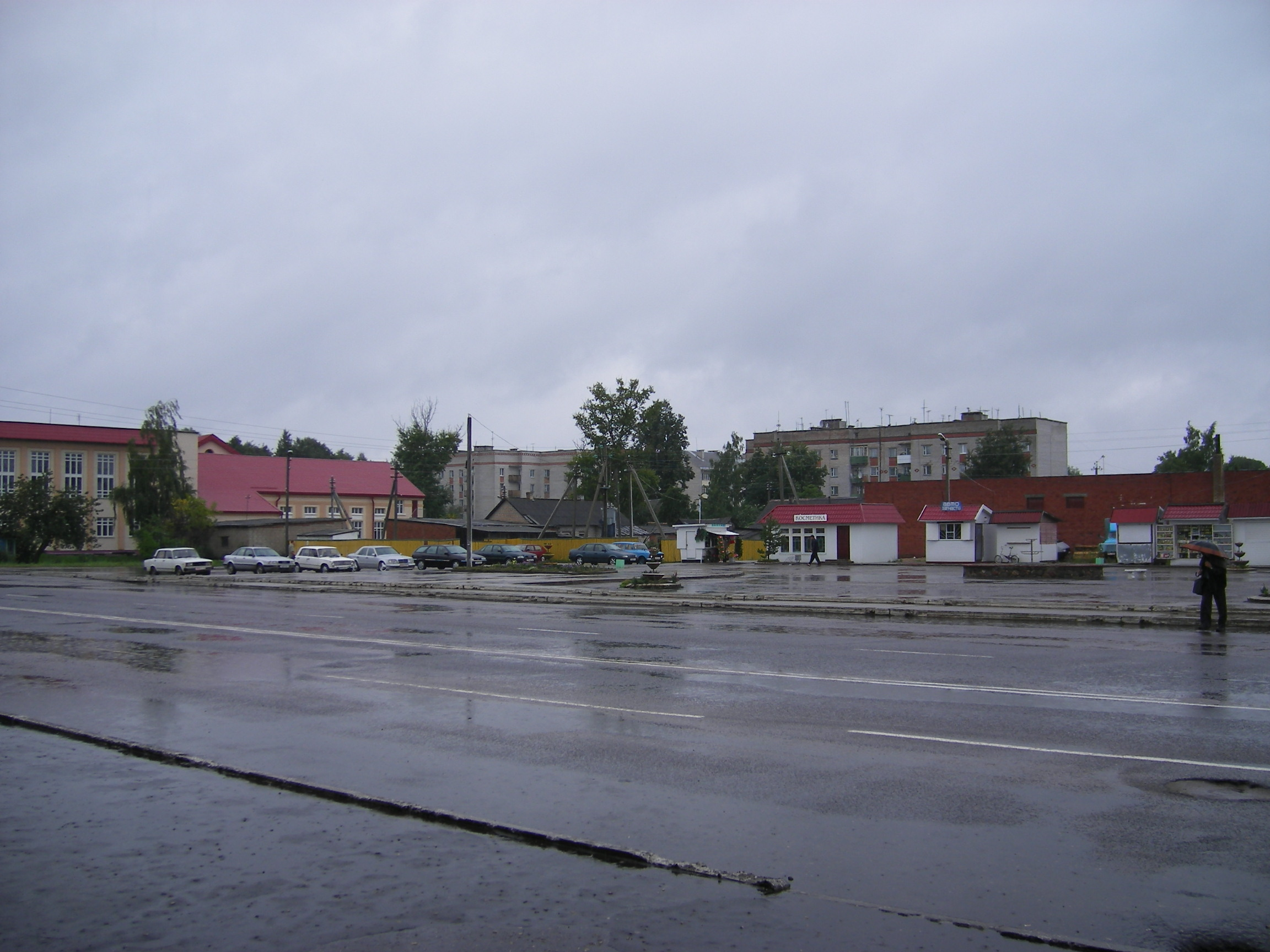
Główny plac miasta
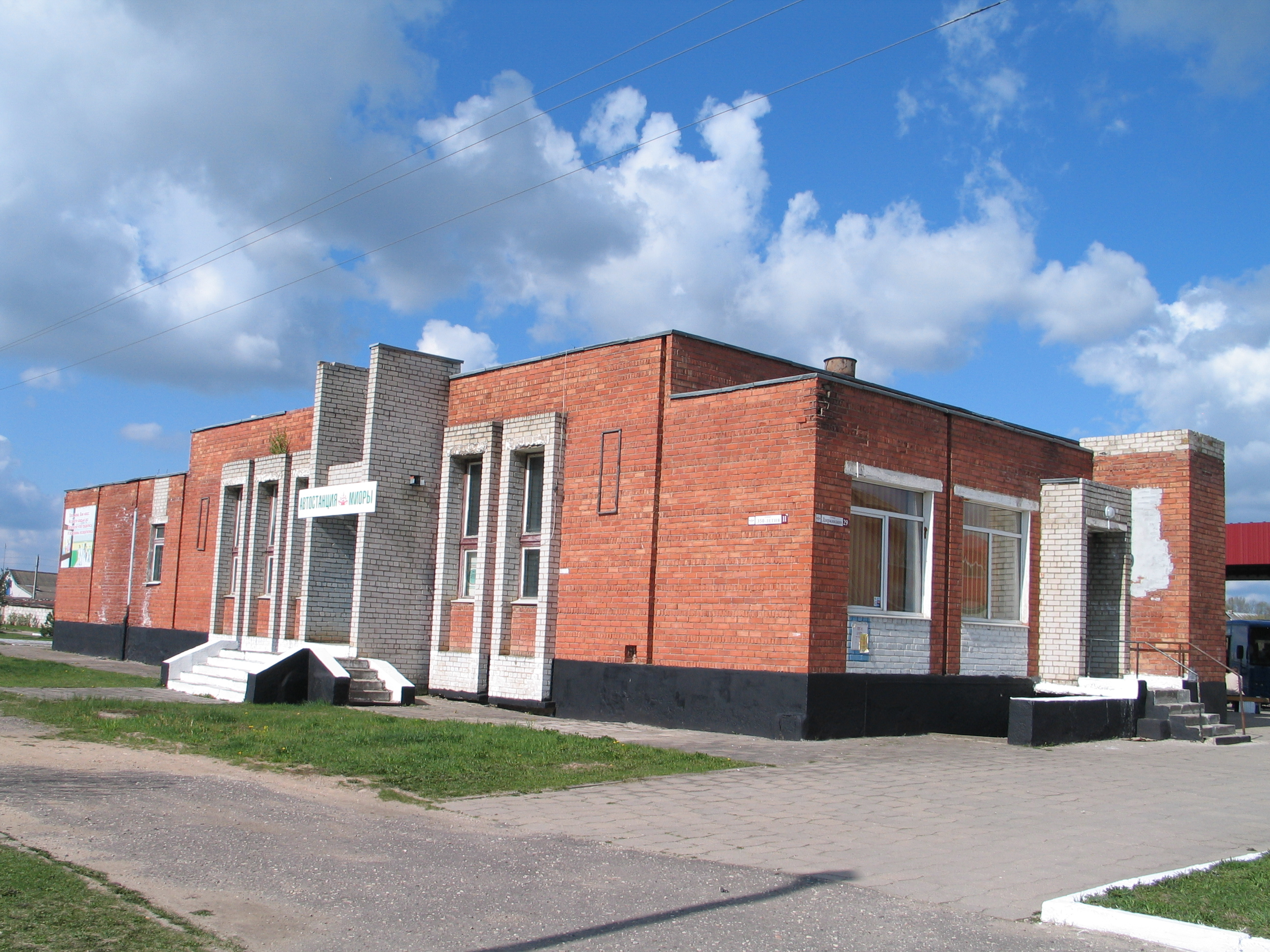
Dworzec autobusowy
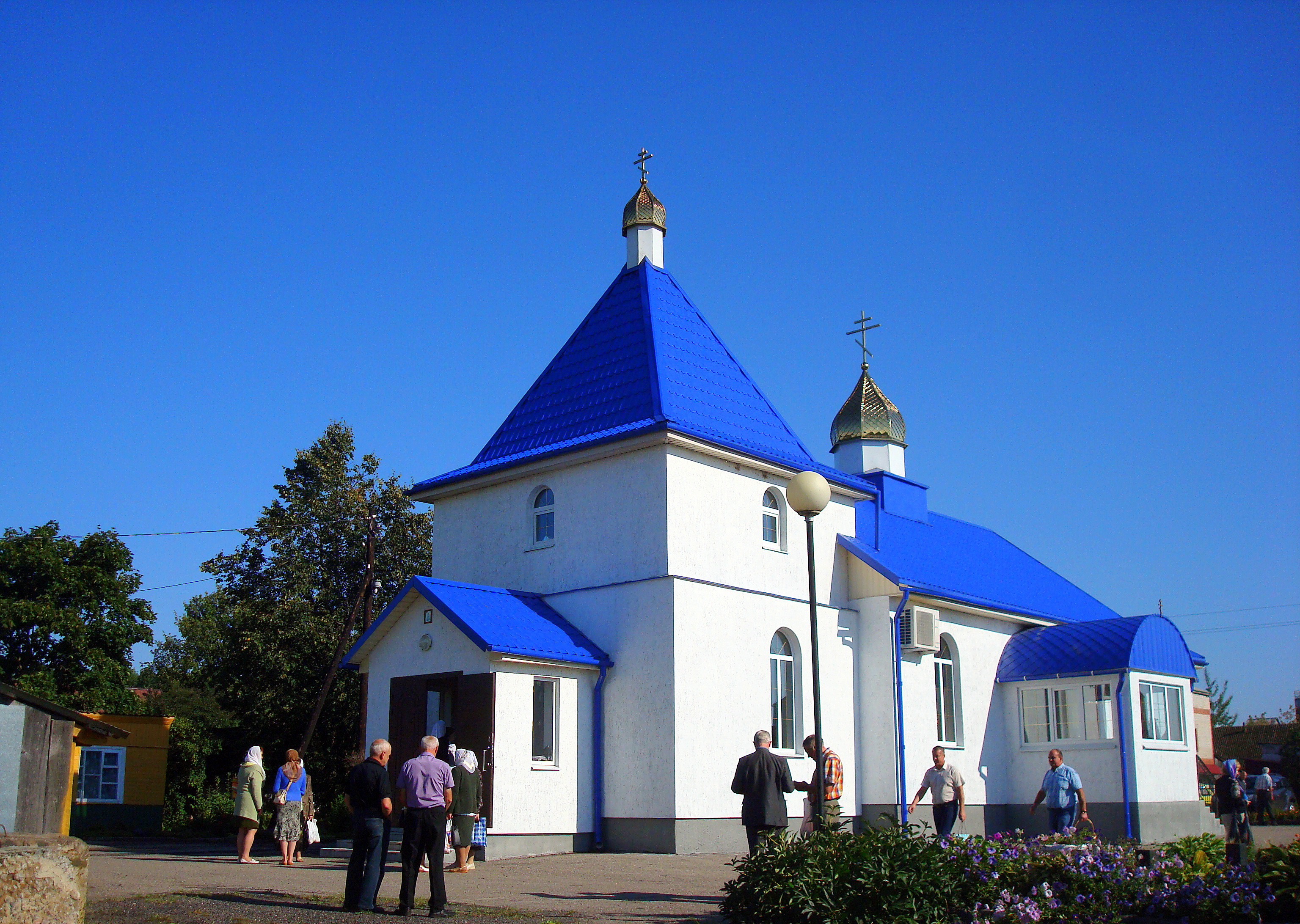
Cerkiew Położenia Ryzy Matki Bożej